# David Le Breton
Pour les articles homonymes, voir Le Breton.
David Le Breton, né le 26 octobre 1953 au Mans dans la Sarthe, est professeur à l'université de Strasbourg, membre de l'Institut universitaire de France et chercheur au laboratoire Dynamiques européennes. Anthropologue et sociologue français, il est spécialiste des représentations et des mises en jeu du corps humain qu'il a notamment étudiées en analysant les conduites à risque.

## Biographie
David Le Breton grandit au Mans et fait ses études supérieures de psychologie pathologique à Tours puis à Paris après avoir réalisé sa thèse sous la direction de Jean Duvignaud. Après un DESS, il obtient en 1987 son Doctorat d'État en sociologie.
Il commence sa carrière professionnelle en 1981 en tant que chargé de cours dans plusieurs universités notamment à l’université catholique d’Angers et à l'université catholique de Bruxelles. Maître de conférences, il enseigne à partir de 1989 la sociologie à l’université de Strasbourg, et de 1992 à 1995 à l'université Paris-Nanterre. Il est membre de l’Institut universitaire de France et également chercheur au laboratoire « Cultures et Sociétés en Europe ».
En 2007, il publie son premier roman noir Mort sur la route qui reçoit le prix Polar Michel Lebrun. Il est spécialiste dans les représentations et les mises en jeu du corps humain, ses recherches sont toujours marquées par une quête personnelle remontant à son adolescence.
Après cinquante ans de carrière, David le Breton poursuit ses travaux d'écriture et de recherche après son départ à la retraite en 2022,. En 2024, il publie La fin de la conversation ? : la parole dans une société spectrale, un essai de sociologie et d'anthropologie dans lequel il montre comment l'apparition des smartphones est une étape supplémentaire dans la dématérialisation de l'humanité en supprimant les conversations, les bavardages, les silences, les débats, les discours, les présences, les échanges interpersonnels vivants, aboutissant à des sociétés de zombies.

## Principales publications
- Corps et société, 1985.
- Anthropologie du corps et modernité, 1990 (plusieurs rééditions).
- Passions du risque, Éditions Métailié, 1991.
- La Chair à vif, Usages médicaux et mondains du corps humain, Paris, Éditions Métailié, 1993.
- Du silence, Éditions Métailié, 1997.  (ISBN 978-2-86424-256-7) - rééd. 2015.
- Usages culturels du corps (avec Colette Méchin et Isabelle Bianquis), Paris, L’Harmattan, 1997.
- (es) El silencio, aproximaciones, Ediciones Sequitur, Madrid.  (ISBN 978-84-95363-26-8)
- Anthropologie du sensoriel (avec Colette Méchin et Isabelle Bianquis), Paris, L’Harmattan, 1998
- L'Adieu au corps, Éditions Métailié, 1999  (ISBN 2-86424-326-1)
- Éloge de la marche, Éditions Métailié, 2000.  (ISBN 978-2-86424-351-9).
- Le corps, son ombre et son double (avec Colette Méchin et Isabelle Bianquis), Paris, L’Harmattan, 2000.
- L'Adolescence à risque, Autrement, 2002.  (ISBN 978-2-7467-0164-9)
- Conduites à risque, Presses universitaires de France, 2002.  (ISBN 978-2-13-052814-2)
- Signes d'identité. Tatouages, piercings et autres marques corporelles, Éditions Métailié, 2002.  (ISBN 978-2-86424-426-4)
- La Sociologie du corps, Presses universitaires de France, 2002.  (ISBN 978-2-13-052844-9)
- Des visages, Éditions Métailié, 2003.  (ISBN 978-2-86424-467-7)
- La Peau et la Trace. Sur les blessures de soi, Éditions Métailié, 2003.  (ISBN 978-2-86424-466-0)
- L'Interactionnisme symbolique, Presses universitaires de France, 2004.  (ISBN 978-2-13-053507-2)
- Les Passions ordinaires. Anthropologie des émotions, Petite bibliothèque Payot, 2004.  (ISBN 978-2-228-89910-9)
- Le théâtre du monde. Lectures de Jean Duvignaud, Québec, Presses de l'Université Laval, 2004.
- Le corps et ses orifices (avec Colette Méchin et Isabelle Bianquis, Paris, L’Harmattan, 2004.
- Jeunesse à risque. Rite et passage. (Dir.) avec D. Jeffrey et J. J. Lévy, Presses de l'université Laval. 2005.
- Anthropologie du corps et modernité, Presses universitaires de France, 2005.  (ISBN 978-2-13-055247-5)
- La saveur du Monde, Paris, Éditions Métailié, coll. Traversées, 2006, 451 p.
- Anthropologie de la douleur, Éditions Métailié, 2006.  (ISBN 978-2-86424-5650)
- La Saveur du monde. Une anthropologie des sens, Éditions Métailié, 2006.  (ISBN 2-86424-564-7) (BNF 40104483)
- En souffrance. Adolescence et entrée dans la vie, Éditions Métailié, 2007.  (ISBN 978-2-86424-630-5)
- Mort sur la route, Éditions Métailié, 2007.  (ISBN 978-2-86424-631-2)

- Cultures adolescentes, Collectif, Paris, Autrement, 2008.  (ISBN 978-2-7467-1186-0)
- La peau. Enjeu de société (avec B. Andrieu, G. Boëtsch, N. Pomarède, G. Vigarello), Paris, CNRS édition, 2008.
- Le silence et la parole contre les excès de communication, avec Philippe Breton, Éditions Érès Arcanes, 2009.
- Expériences de la douleur, Éditions Métailié, 2010.  (ISBN 978-2864247289)
- Dictionnaire de l'adolescence et de la jeunesse, direction avec Daniel Marcelli, PUF, coll. « Quadrige dicos poche », 2010
- Éclats de Voix. Une Anthropologie des voix, Éditions Métailié, 2011  (ISBN 978-2-86424-842-2)
- La belle apparence (avec G. Boëtsch, N. Pomarède, G. Vigarello, B. Andrieu), Paris, CNRS édition, 2011.
- Marcher ; éloge des chemins et de la lenteur, Éditions Métailié, 2012  (ISBN 978-2-86424-859-0).
- Sociologie du risque, Presses universitaires de France, coll. Que sais-je ?, 2012.
- Corps abimés, (avec Denisa Butnaru), Québec, Presses de l'université Laval, 2013.
- Une brève histoire de l'adolescence, Éditions du 81, 2013.
- Adolescence et conduites à risque, Bruxelles, coll. « Temps d'arrêt », 2014[5].
- Disparaître de soi : une tentation contemporaine, Éditions Métailié, 2015, 208 p.  (ISBN 979-10-226-0160-3).
- Rites de virilité à l'adolescence, coll. « Temps d'arrêt », 2015.
- Les défis de la douleur chronique (avec Anne Berquin et Jacques Grisart), Mardaga, 2016  (ISBN 978-2-80470-323-3)
- Corps et adolescence, coll. « Temps d'arrêt », 2016.
- Rire : une anthropologie du rieur, Éditions Métailié, 2018, 256 p.  (ISBN 979-10-226-0828-2).
- Marcher la vie : un art tranquille du bonheur, Éditions Métailié, 2020, 168 p.  (ISBN 979-1022610575)
- En roue libre : anthropologie sentimentale du vélo, Éditions Terre urbaine, 2020, 180 p.  (ISBN 978-2491546045)
- Les jeunes au volant, Éditions Érès, 2022, 264 p.[6]
- Le sourire : anthropologie de l'énigmatique, Éditions Métailié, 2022  (ISBN 979-10-226-1043-8)
- Méditations sur le risque, Philosophie magazine Éditeur, 2023  (ISBN 978-2-900818-26-8)
- La fin de la conversation ? : la parole dans une société spectrale, Éditions Métailié, 2024  (ISBN 979-10-226-1375-0)
- L'art du vélo, Éditions Paris : Payot & Rivages, 2024  (ISBN 978-2-228-93624-8)

### Direction de numéros de revues
- L'aventure : la passion des détours, Paris, Autrement, n°160, 1996
- L'adolescence à risque : le corps à corps avec le monde, Autrement, n°211, 2002 (réédition en collection de poche chez Pluriel en 2003).
- Le risque : entre fascination et précaution (avec Pascal Hintermeyer), Revue des sciences sociales, Strasbourg, no 38, 2007.
- Les sens : une anthropologie du sensible, Revue Cultures & Sociétés, Sciences de l'homme no 2, Éditions Téraèdre, 2007.
- Cultures adolescentes : entre turbulence et construction de soi, Paris, Autrement, 2008.
- Éthique et santé (avec Pascal Hintermeyer et Marie-Jo Thiel), Revue des sciences sociales, Strasbourg, no 39, 2008.
- Jeux et enjeux (avec Patrick Schmoll), Revue des sciences sociales, Strasbourg, no 45, 2011.

### Entretiens publiés
- Entretien avec David Le Breton, « Des conduites à risque comme rite de passage » (propos recueillis par Sylvain Allemand), dossier « Société du risque. Fantasmes et réalités », Sciences Humaines, no 124, février 2002, p. 36.
- Joseph J. Lévy., Entretiens avec David Le Breton, Déclinaisons du corps, Montréal, Liber, 2004.
- Michel Abescat et Martine Laval, « Le corps du défi », Télérama, 27 avril 2002.

## Anthropologie de l'adolescence
L'anthropologie de l'adolescence de David Le Breton influence aujourd'hui plusieurs chercheurs sur cette période de la vie.